# Шмидт, Александр Эдуардович (востоковед)
Алекса́ндр Эдуа́рдович Шмидт (12 марта (24 марта) 1871, Астрахань — 9 августа 1939 года, Ташкент) — русский и советский арабист, востоковед, преподаватель.

## Биография

### Происхождение
Родился в семье военного врача. Его отец был потомственным дворянином из обрусевших немцев.

### Образование
В 1889 году окончил с золотой медалью 1-ю Тифлисскую классическую гимназию. Затем он продолжил учёбу на факультете восточных языков Санкт-Петербургского университета, закончив в 1894 году с дипломом первой степени арабско-персидско-турецкое отделение этого факультета.
Имея блестящие способности к изучению языков он прекрасно знал многие европейские, восточные и древние языки: французский, английский, немецкий, испанский, итальянский, голландский, латинский, греческий, древнееврейский и новоеврейский, арабский, персидский, турецкий и узбекский языки, и со студенческих лет проявлял склонности к научно-исследовательской работе.
А. Э. Шмидт был учеником выдающегося русского востоковеда Виктора Романовича Розена. В. Р. Розен, считавший весьма важным для историка и арабиста изучение и чтение в подлинниках письменных памятников Ислама, оказал чрезвычайно важное влияние на Шмидта и формирование его научных интересов.
После окончания университета А. Э. Шмидт был оставлен при университете, как тогда писали «для подготовки к профессорскому званию».
В 1896 году он после сдачи магистерского экзамена отправился в двухгодичную зарубежную поездку, где он стажировался у крупнейших европейских востоковедов того времени — венгерского ориенталиста И. Гольдциера, австро-венгерского востоковеда И. Карабачека и голландского востоковеда М. Я. Гуе.

### Научная и преподавательская деятельность и служба до Октябрьской революции
В 1897 году Шмидт опубликовал первую серьёзную научную статью по арабистике.
В 1898 году Александр Эдуардович начал преподавать на Восточном факультете Санкт-Петербургского университета, в должности приват-доцента. В университете он читал лекции по арабскому языку и исламоведению. В 1899 году им был опубликован критический разбор книги востоковеда и писателя А. Е. Крымского «Мусульманство и его будущность».
Преподавательскую работу А. Э. Шмидт успешно совмещал с работой инспектора Александровского лицея, а позже работал секретарём редакции газеты «Санкт-Петербургские ведомости». С 1907 года по 1920 год он работал в Российской Публичной библиотеке в Санкт-Петербурге старшим помощником библиотекаря, библиотекарем, помощником директора.
В 1912 году он начал успешно сотрудничать с журналом «Мир Ислама», основанном в 1912 году Императорским обществом востоковедения, в основном стараниями В. В. Бартольда, который был первым редактором этого журнала В нескольких номерах журнала А. Э. Шмидт опубликовал очерк по истории исламской религии, а также рецензию на материалы о Средней Азии, опубликованные во французском журнале «Обозрение мусульманского мира».
В 1914 году Шмидт успешно защитил магистерскую диссертацию, которая называлась «Абдал-Ваххаб-аш-Шараний и его „Книга рассыпанных жемчужин (недоступная ссылка)“». В это же время Шмидт также часто выступал с научными докладами и сообщениями в Восточном отделении Русского археологического общества (Санкт-Петербург) и Лазаревском институте (Москва).
С 1 сентября 1917 года Шмидт становится экстраординарным профессором Петроградского университета.

### Деятельность после Октябрьской революции
В 1918 А. Э. Шмидт был избран ординарным профессором факультета восточных языков Петроградского университета. С 1 октября 1918 года он стал работать на этнолого-лингвистическом факультете Лазаревского института восточных языков в Москве, где он читал курс мусульманского права и исламоведения. С 1920 года он состоял членом Коллегии востоковедов при Азиатском музее Академии наук.

### Университетская деятельность Шмидта в Ташкенте
С конца 1917 года Александр Эдуардович принимал вместе с другими представителями научно-педагогической общественности активное участие в работе Организационного Комитета по делам намечавшегося к созданию в Ташкенте Туркестанского государственного университета. 31 августа 1919 года А. Э. Шмидт был избран заместителем ректора этого университета, и в этой должности он 17 января 1920 года был командирован в Ташкент, куда выехал в феврале 1920 года, возглавляя первую группу профессоров, направленную в Ташкент «для подготовки почвы к окончательной деятельности двух организационных групп — московской и ташкентской».
Кроме подбора преподавателей для университета, он также занимался комплектованием библиотеки для университета. Отправившись из Москвы 19 февраля 1920 года, 10 апреля 1920 года А. Э. Шмидт во главе группы преподавателей университета прибыл в Ташкент на санитарном поезде № 159.
С конца 1920 года и до середины 1921 года он являлся деканом и профессором историко-филологического факультета Туркестанского университета.
В апреле 1920 года А. Э. Шмидт избирается профессором Восточного института, который создавался в Ташкенте одновременно с университетом, а в декабре 1920 года становится его ректором. На этих должностях он находился до середины 1921 года. В этом институте он читал лекции по исламоведению, мусульманскому праву, мусульманской догматике, истории, арабской литературе и арабскому языку
Под его председательством в 1920—1922 годах при Туркестанском университете функционировало Общество историко-филологических и социально-экономических наук. Он также состоял членом Совета Туркестанского комитета по делам музеев и охраны памятников старины, искусства и природы (Туркомстарис).
В сентябре 1920 года в составе группы востоковедов он совершил поездку в Бухару для осмотра памятников старины и принятия мер для их охраны. В 1922 году он участвовал в экспедиции в город Туркестан для исследования мавзолея Ахмада Яссави. В 1922 году он работал также помощником редактора ташкентского журнала «Наука и просвещение». С августа 1922 года по февраль 1923 года он являлся заместителем председателя Государственного Учёного совета при Наркомпросе Туркестанской АССР. В 1920—1921 годах являлся членом Научной комиссии по изучению быта коренного населения Туркестана. В середине 20-х годов XX века он также принимал активное участие в исследовательских экспедициях в Киргизию и Туркмению. В июле 1923 года по поручению туркестанского руководства Шмидт участвовал в доставке Корана Османа из Уфы в Ташкент.
В сентябре 1924 года Восточный институт стал Восточным факультетом университета в Ташкенте. А сам Ташкентский университет в июле 1923 года в связи с проведением национального размежевания в Средней Азии получил название — Среднеазиатский государственный университет, сокращённо — САГУ. А. Э. Шмидт стал деканом Восточного факультета САГУ. И в этой должности он пробыл до 1926 года, когда он был назначен проректором САГУ по учебной работе.
В сентябре 1928 года Шмидт ушёл с должности проректора САГУ. По ходатайству руководства университета союзный наркомат финансов в августе 1929 года назначил ему персональную пенсии «в знак признательности за большой вклад в дело становления вуза». При этом А. Э. Шмидт продолжал преподавать в университете.
В 1930 году А. Э. Шмидт по решению коллегии ОГПУ в г. Ташкенте был выслан в г. Алма-Ату в числе 11 человек, профессоров и преподавателей Восточного факультета САГУ. А в 1930 году восточный факультет САГУ был закрыт и в марте 1931 года было прекращено изучение арабского языка в университете.

### Работа в библиотеке
В апреле 1933 года постановлением правительства Узбекистана «Об объединении республиканских рукописных фондов» Государственная публичная библиотека в Ташкенте была объявлена Центральным рукописехранилищем. В эту библиотеку стал поступать большой поток рукописей из библиотек и учреждений других городов республики. Для организации хранения и изучения рукописей в библиотеку были приняты на работу в качестве сотрудников крупные востоковеды — проф. А. А. Молчанов (с мая 1933 г.), проф. А. Э. Шмидт (с июня 1934 г.) и проф. А. А. Семенов (с мая 1936 г.).
Шмидт работал в Восточном отделе Государственной публичной библиотеки Узбекской ССР и других учреждениях Ташкента, посещал с научными целями Ленинград и Москву. Он занимался описанием восточных рукописей.
В последние годы жизни А. Э. Шмидт по поручению Института востоковедения АН СССР работал над критическим, комментированным текстом «Книги о налоге» судьи эпохи Харун ар-Рашида — Абу Йусуфа — важного источника к характеристике социально-экономической истории халифата VIII—IX веков.
В 1938 году Шмидт был вновь арестован. Из показаний обвиняемого А. Э. Шмидта от 16 июня 1938 г.: «Работая первое время деканом Восточного факультета САГУ, а потом зам. директора САГУ, я совместно с проф. Семеновым, Маллицким и Андреевым возглавил реакционную группу профессуры. Мы создали на Востфаке контр-революционную вредительскую группу из числа профессорско-преподавательского состава, ставившую перед собой задачи: срыв работы в области подготовки кадров советских специалистов, противодействие советизации преподавательского состава и введению общественно-политических дисциплин и марксистско-ленинской методологии.»
Александр Эдуардович Шмидт погиб не выходя на свободу 9 августа 1939 года. Похоронен в Ташкенте, на кладбище на бывшей улице Боткина.

## Признание научных заслуг
Признанием заслуг в научно-педагогической деятельности А. Э. Шмидта явилось его избрание в 1925 году член-корреспондентом Академии наук СССР.